# إريك إثيريدغ
اريك إثيريدغ (بالإنجليزية: Eric Etheridge)‏ هو مصور وصحفي أمريكي، ولد في 1957 في مسيسيبي في الولايات المتحدة.